# سندفورد فلمینگ
سِر سندفورد فلمینگ (به انگلیسی: Sir Sandford Fleming)؛ (زاده ۷ ژانویهٔ ۱۸۲۷ - درگذشته ۲۲ ژوئیهٔ ۱۹۱۵) یک مهندس و مخترع اسکاتلندی کانادایی بود.
سندفورد فلمینگ در اسکاتلند زاده و بزرگ شد و در ۱۸ سالگی به کانادای تحت استعمار بریتانیا مهاجرت کرد. او پیشنهاد تقسیم سراسر جهان به محدوده‌های زمانی مجزا با عنوان مناطق زمان استاندارد را مطرح و عملی کرد. همچنین نخستین تمبر پستی کانادا را او طراحی نمود. افزون بر آن، بخش بزرگی از اجرای نقشه‌برداری و نقشه ساخت، همراه با مهندسی بیشتر راه آهن حد واسط مستعمراتی و راه‌آهن کانادا پسیفیک را نیز برعهده داشت. سندفورد فلمینگ عضو مؤسس انجمن سلطنتی کانادا و بنیانگذار سازمان علمی موسسه سلطنتی کانادا در تورنتو نیز بود.
سندفورد فلمینگ در ۲۲ ژوئیهٔ ۱۹۱۵ در سن ۸۸ سالگی در هلیفکس، نوا اسکوشیا درگذشت.

## نگارخانه

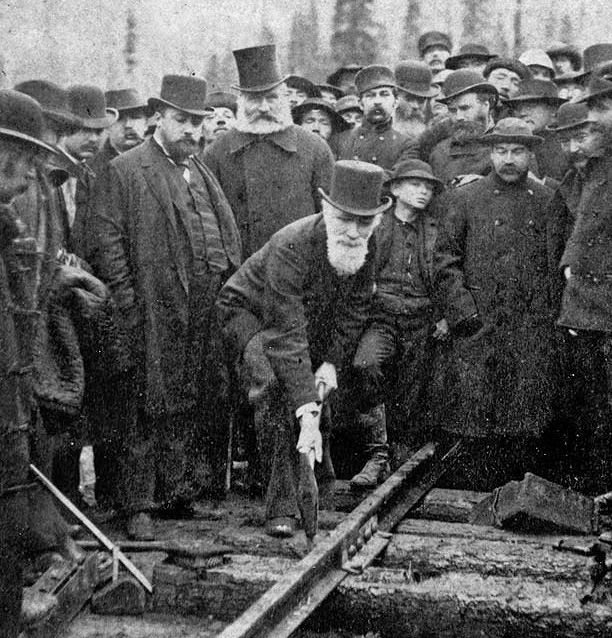
سندفورد فلمینگ (کسی که درعکس بلندترین کلاه را دارد) در مراسم «آخرین میخ» راه آهن کانادا پسفیک
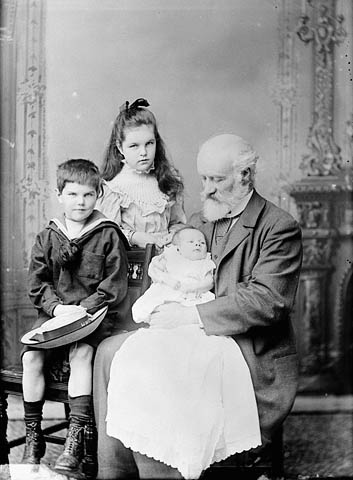
فلمینگ با نوه‌هایش در سال ۱۸۹۳